# بوناپارت (آیووا)
بوناپارت (به انگلیسی: Bonaparte) شهری در ایالت آیووا کشور ایالات متحده آمریکا است که جمعیت آن در سرشماری سال ۲۰۱۰ میلادی، ۴۳۳ نفر بوده‌است.